# Tony DeSouza
Anton Nicolas de Souza (nacido el 26 de julio de 1974) es un artista marcial mixto peruano y cinturón negro de Jiu-Jitsu.

## Biografía y carrera
Su estilo de lucha es una mezcla de lucha libre y jiu-jitsu brasileño. De Souza compitió en la lucha libre durante sus años de escuela secundaria y universitaria en Los Ángeles. Aprendió jiu jitsu brasileño con John Lewis y Andre Pederneiras. Su movimiento emblema y de creación propia es una estrangulador de guillotina modificado conocido como la "corbata peruana". CB Dollaway usó este estrangulador para derrotar a Jesse Taylor en UFC: Silva vs. Irvin .
De Souza llama su estilo de luchar Cholitzu, el cual lo creo de fusionar las palabras jiu jitsu y cholo, un término que generalmente se refiere a personas con ancestros amerindios.
Estuvo en UFC5, la quinta temporada del reality producido por  UFC. En el show, DeSouza era el entrenador de wrestling del Equipo Penn, el equipo entrenado por BJ Penn. Enseñó jiu-jitsu a Gris Maynard y Joe Lauzon.
A la fecha, DeSouza tiene un registro de artes marcial mixto profesional de once victorias y cuatro derrotas. DeSouza actualmente vive en Cusco, Perú. 